# Glossaire d'Épinal
Le Glossaire d'Épinal (MS 72) est un manuscrit daté de 734 sur lequel est rédigé un glossaire latin-anglais. Il est considéré comme le plus vieux « dictionnaire européen ». Il s'agit donc d'un document majeur pour l'étude de l'anglais dans ses formes les plus anciennes. 
Au xviie siècle, le manuscrit est relié avec des Sermons de saint Augustin, dans une reliure en basane. Le catalogue de la bibliothèque de l'abbaye de Moyenmoutier de 1727 en atteste.

## Le glossaire

### Description

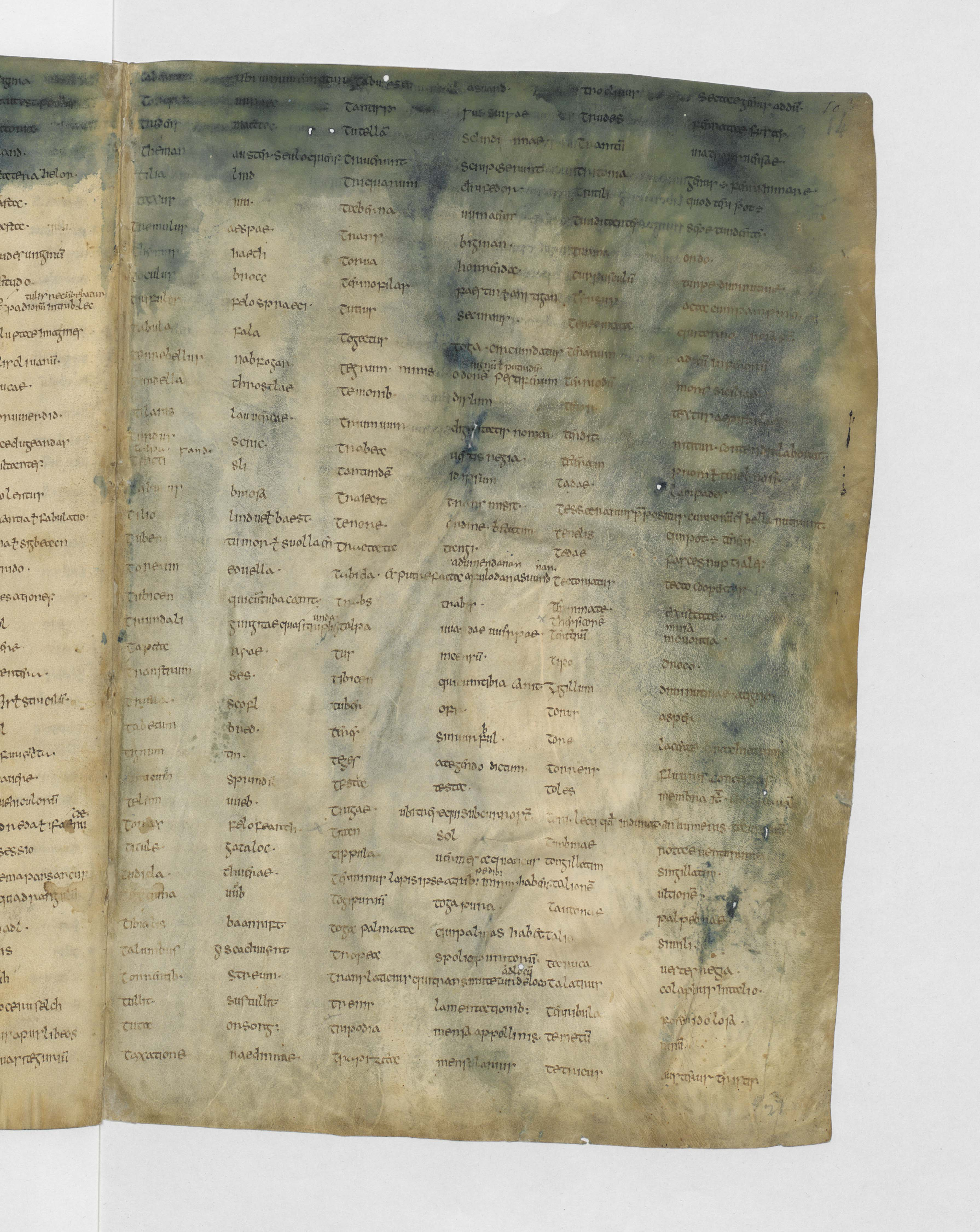
F. 14 du Glossaire : les traces bleues sont dues au procédé chimique.

Les quatorze feuillets de parchemin, ou de vélin, forment deux cahiers. Ils ont été réglés après le pliage avec de simples ficelles nouées ; les piqûres et réglures sont parfois visibles sur certains folios. C'est un manuscrit sobre, dépourvu de toute décoration ou ponctuation, à l'exception du point. Au XIXe siècle, une manipulation chimique a été effectuée afin de refaire sortir l'encre. Cette opération laisse des traces sur le manuscrit, visibles à partir du feuillet 6v.  
Le glossaire est censé suivre l'ordre alphabétique, mais le copiste ne l'a pas toujours respecté. Il se compose de six colonnes de 38 lignes pour le premier cahier, 39 pour le second. Les colonnes fonctionnent par paire : la première colonne présente un lemme latin, la seconde correspond aux interprétations. Ces dernières peuvent être de différentes formes : un synonyme en latin, une périphrase en latin, ou bien un lemme en vieil anglais.
L'écriture particulière de ce manuscrit, le plus vieux de la Bibliothèque multimédia intercommunale d'Épinal, a été réutilisée pour créer le logo de la bibliothèque. De même, toutes les descriptions du Glossaire dans tous les catalogues des bibliothèques qui l'ont conservé (du XVIIIe siècle à aujourd'hui), qu'ils soient manuscrits, imprimés ou numériques, ont été retenues pour illustrer le nouveau bâtiment de la bibliothèque. Les vitrages sont également illustrés à partir des termes du manuscrit.

### Origine et datation
Rédigé en Angleterre, par un copiste unique, le document présente des caractéristiques d'écriture typique de Northumbrie. Il a été daté de 734, mais sa datation est toujours un sujet de divergences entre les spécialistes. Certaines estimations le datent du dernier quart du VIIe siècle.
Le parcours du manuscrit avant d'arriver à l'abbaye bénédictine de Moyenmoutier reste inconnu. Toutefois, l'abbaye devient à partir du Xe siècle un grand centre de production et de recherche littéraires : la première école de grammaire pour les moines y est fondée. À ce titre, la bibliothèque s'enrichit de nombreux ouvrages utiles à l'étude. Au XVIIe siècle, l'abbaye fait relier le glossaire aux Sermons de saint Augustin. L'abbaye conserve le Glossaire jusqu'aux confiscations de la Révolution française.

### Corpus de glossaires

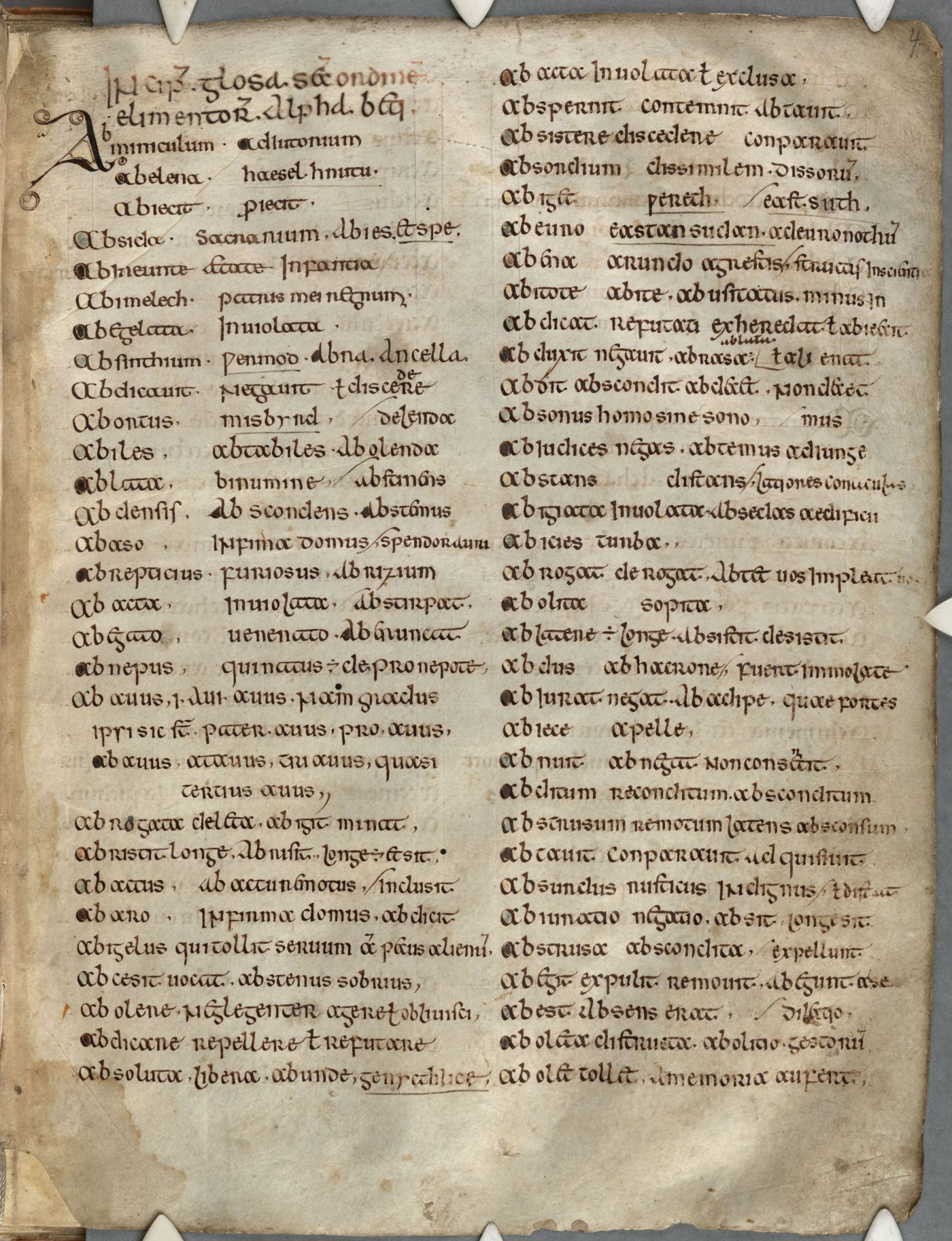
Corpus Glossary (MS 144), f. 04r, conservé à la Parker's Library.

Le contenu du Glossaire d'Épinal relève d'un corpus constitué de quatre documents. Celui qui en est le plus proche est le Glossaire d'Erfurt, conservé à la Wissenschaftliche Bibliothek d'Erfurt (MS Amplonianus, MS 2o42, fols. 1–14v). Il est daté de la fin du VIIIe siècle ou du début du IXe siècle. Les spécialistes supposent l'existence d'un archétype commun aux manuscrits d'Épinal et Erfurt qui aurait été réalisé vers 670, mais jamais retrouvé à ce jour. L'éditeur J. D. Pheifer indique aussi : « [Le manuscrit d']Épinal est en général plus complet et plus soigné, mais Erfurt conserve l'ordre d'origine là où il a été bouleversé dans Épinal ».
Les deux autres manuscrits contiennent des passages identiques au Glossaire d'Épinal, mais ne proviennent pas du même archétype que celui d'Épinal et d'Erfurt. Le Corpus Glossary (en), conservé à la Parker Library (MS 144) du Corpus Christi College de l'université de Cambridge, date de la fin du VIIIe siècle ou du début du IXe siècle. Le Glossaire de Leyde (en) est conservé à la Universiteitsbibliotheek Leiden de Leyde (Voss. Lat. Q. 69). Il date du début du IXe siècle.

### Contenu du glossaire

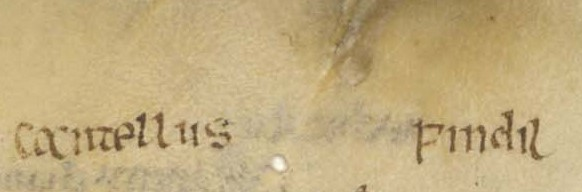
Exemple de confusion possible entre « ƿ » et « p » dans le mot en vieil anglais « ƿindil » (f. 04 du Glossaire d'Épinal)

Sur les 3 200 inscriptions du glossaire, un quart à un tiers, soit 950 mots, sont en vieil anglais. Le Glossaire d'Épinal constitue donc un document rare et majeur dans l'histoire de la langue anglaise. Étudié dès sa découverte au XIXe siècle, il présente un lexique riche et ne se limite pas aux mots d'ordre biblique. On y trouve beaucoup de termes relatifs à la nature, la faune et la flore, mais aussi à la vie quotidienne, comme la maternité. La difficulté des mots choisis pour composer le glossaire fait dire à Hans Sauer que ce dictionnaire n'a pas forcément été conçu pour les débutants.
Les deux manuscrits les plus complets, celui d'Épinal et celui d'Erfurt, présentent parfois des différences pour un même lemme : il s'agit le plus souvent d'erreurs de la part des copistes qui ne sont pas anglais. Par exemple, le copiste allemand confond la lettre wynn « ƿ » (pour le son [w]) avec la lettre « p » ([p]).

### Éditions
- The Oldest English Texts, ed. by Henry Sweet, Early English Text Society, o. s. 83, Oxford University Press, London, 1885, p. 35-107
- Old English glosses in Epinal-Erfurt glossary, ed. by J. D. Pheifer, Clarendon Press, Oxford, 1974
- The Épinal-Erfurt Glossary, une nouvelle édition en ligne en cours, menée par le Centre d'Études Médiévales de l'université de Toronto.

## LesSermonsde saint Augustin

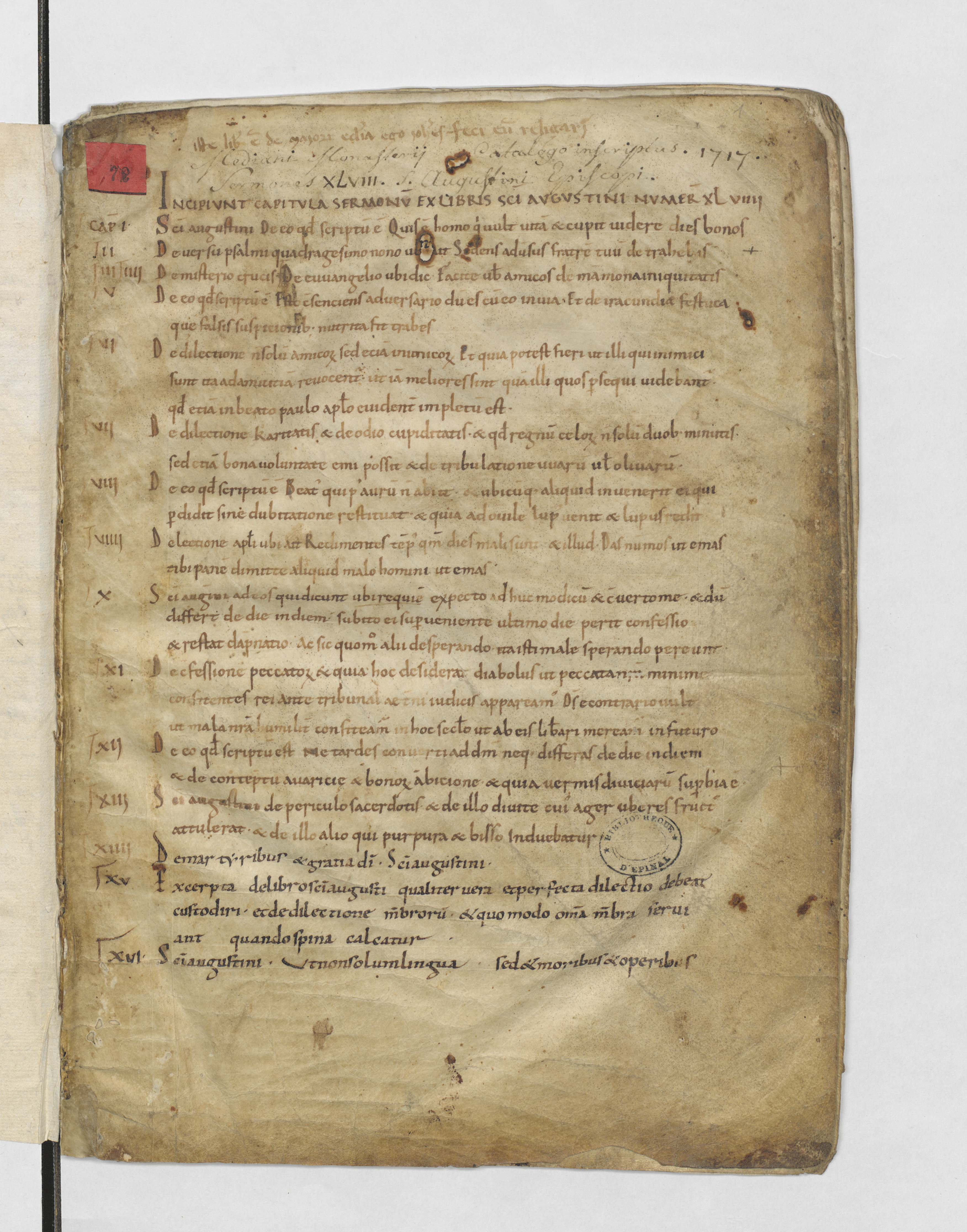
Incipit du manuscrit des Sermons de saint Augustin dans le livre contenant le Glossaire d'Épinal.

Le livre relié au xviie siècle s'ouvre sur 93 feuillets de Sermons de saint Augustin. L'origine de ce manuscrit est vraisemblablement continentale, il aurait été rédigé au Xe siècle. Si les deux manuscrits ont été reliés entre eux malgré l'absence de points communs, c'est sûrement par souci économique.  
Malgré sa rareté, ce manuscrit n'a pas autant été étudié que le glossaire. Son historique est de fait également difficile à établir. Les Sermons ont toutefois été identifiés comme authentiques par Dom Germain Morin. Un court extrait a été publié.